# Neochlamisus scabripennis
Neochlamisus scabripennis är en skalbaggsart som först beskrevs av Schaeffer 1926.  Neochlamisus scabripennis ingår i släktet Neochlamisus och familjen bladbaggar. Inga underarter finns listade i Catalogue of Life.